# Рад (Требішов)
Рад (словац. Rad) — село в окрузі Требішов Кошицького краю Словаччини. Площа села 6,79 км². Станом на 31 грудня 2016 року в селі проживав 521 житель.

## Географія
Поруч прокладений Західний Лелеський канал. Протікає Північний радський канал.

## Історія
Перші згадки про село датуються 1418 роком.

## Населення
| Рік:            | 1994. | 2004.    | 2014.   | 2024.    |
| --------------- | ----- | -------- | ------- | -------- |
| Кількість осіб: | 522   | 582      | 552     | 479      |
| Різниця:        |       | +11,49 % | -5,15 % | -13,22 % |

| Рік:            | 2023. | 2024.   |
| --------------- | ----- | ------- |
| Кількість осіб: | 491   | 479     |
| Різниця:        |       | -2,44 % |